# Cristóbal de Rojas (arquitecto)
Cristóbal de Rojas (Baeza, 1555-Cádiz, 1616) fue un ingeniero militar y arquitecto español. En Toledo obtendría su primera formación humanista, y se le conoce más tarde colaborando como aparejador o ayudante de Juan de Herrera en la construcción del Monasterio de El Escorial.

## Biografía
Nació en Baeza en 1555. En el año 1586 se encuentra en Sevilla, donde adquiere un notable prestigio como arquitecto. En esta ciudad su obra emblemática es la iglesia del Sagrario, cuyo proyecto realizó conjuntamente con los maestros Alonso de Vandelvira y Miguel de Zumárraga en 1615, si bien las obras se llevaron a cabo entre los años 1618 y 1662, aunque respetando básicamente el proyecto inicialmente aprobado. En el mismo año 1586 colabora como ayudante en labores de reconocimiento de las fortificaciones de Gibraltar y Cádiz y, a partir de ahí, desarrolló una intensa actividad como ingeniero militar, proyectando y construyendo fuertes por tierras de España y del norte de África.
En 1598 salió en Madrid con su retrato firmado por Pedro Román y profusamente ilustrado con figuras geométricas y modelos de fortificación su tratado sobre Teoría y práctica de la fortificación, el primero de este género que se publicó en España. Interviene en Sanlúcar de Barrameda en obras de importancia, siendo suya la conocida portada en piedra labrada del compás de la iglesia de Santo Domingo, de marcado carácter manierista, fechada en 1596 y terminada diez años después. Por su condición de arquitecto e ingeniero militar fue designado para la reconstrucción y fortificación de la ciudad de Cádiz tras el violento asalto y saqueo angloholandés de 1596 y a él se deben las trazas para la reconstrucción de la vieja iglesia de Santa Cruz, arruinada a consecuencia de dicho ataque. A Rojas se debe el proyecto y diseño del Fuerte de San Felipe de La Mamora, posesión española en la costa atlántica de Marruecos durante buena parte del siglo xvii.
Su obra más importante fue el proyecto de fortificación de la ciudad de Cádiz, considerada la obra militar más ambiciosa emprendida en el país en tiempos de Felipe II y Felipe III, y de la que perduran importantes elementos como el castillo de Santa Catalina, edificado hacia 1598. A su muerte en Cádiz, en 1614, las obras de fortificación de esta ciudad fueron continuadas por el también ingeniero militar Ignacio de Sala, prolongándose durante parte del siglo xviii.